# پثی اکسچینج

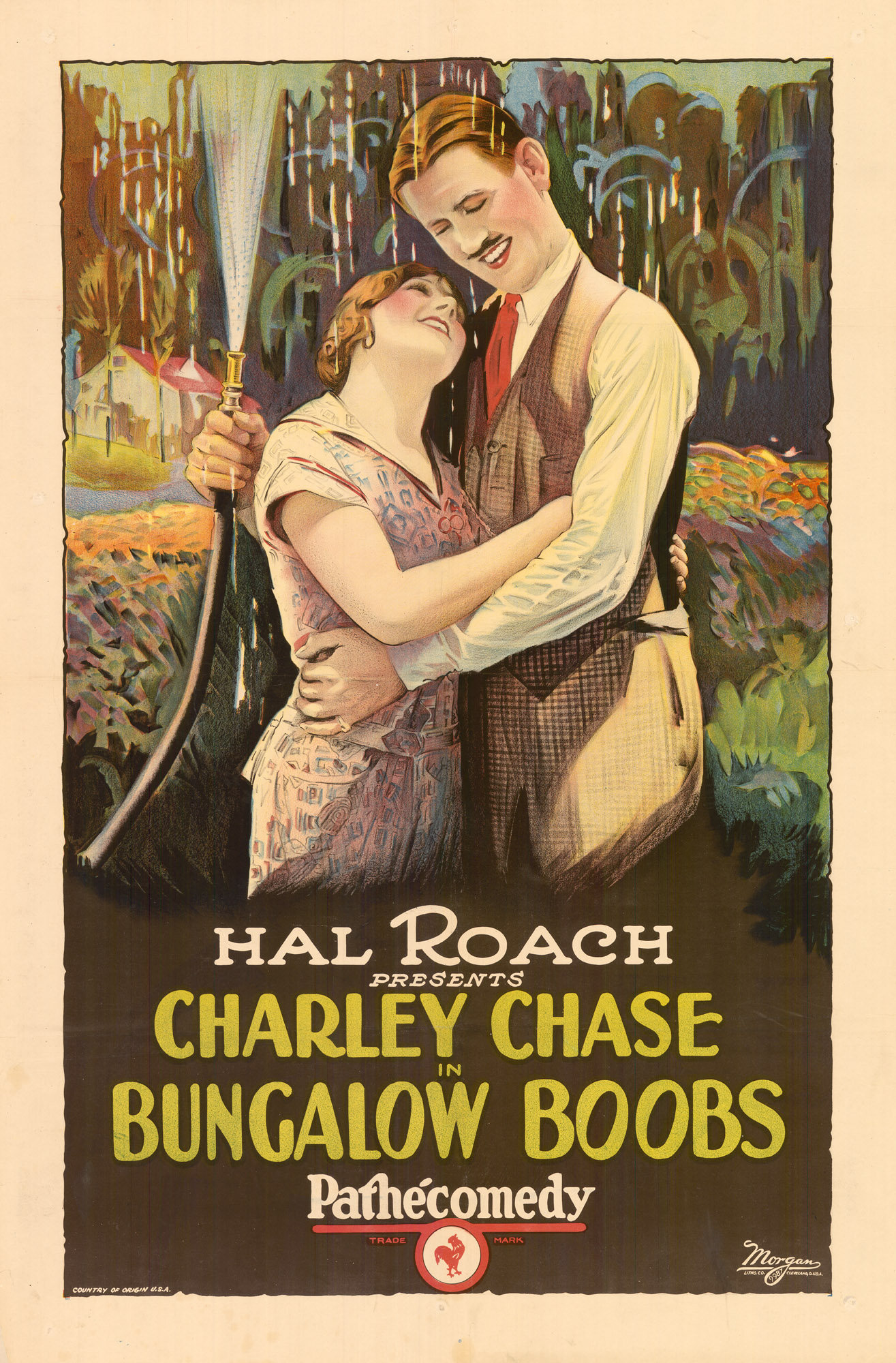
پوستر یکی از فیلم های تولید شده توسط شرکت پثی اکسچینج

پثی اکسچینج (انگلیسی: Pathé Exchange) نام یک شرکتِ آمریکاییِ تولید و پخش فیلم بود که از سال ۱۹۲۱ تا ۱۹۲۷ میلادی مشغول به فعالیت بود.
حوالی سال‌های ۱۹۰۰ میلادی، شرکت فرانسوی «پتی» یکی از موفق‌ترین شرکت‌های تولید و پخش فیلم در جهان بود و در آمریکا هم به پخش محصولات سینمایی می‌پرداخت. در سال ۱۹۰۴ این شرکت فرانسوی تصمیم گرفت تا یک شرکت فرعی و تابعه در ایالات متحده آمریکا و در شهر بوفالو تأسیس کند و نامش را «پثی کامپنی» نهاد. سپس استودیوی فیلم‌سازی خود را نیز در سال ۱۹۱۴ میلادی در فورت لی، نیوجرسی بنیان نهاد و سریالِ موفق «مخاطرات پائولین» را در آنجا تولید کرد. از سال ۱۹۱۵ میلادی، این کمپانی نام خود را در آمریکا به «پثی اکسچینج» تغییر داد.
در سال ۱۹۲۱ میلادی «پثی اکسچینج»، از مجموعهٔ اصلی فرانسوی خود مستقل شد و سهام آن، زیر نظرِ شرکت خدمات مالیِ مریل لینچ قرار گرفت؛ اما «شارل پتی» ریاست خود را بر آن حفظ کرد.
در سال ۱۹۲۳ میلادی، «پثی اکسچینج» که هنوز زیر نظرِ مریل لینچ بود نامش را به «امریکن پثی» تغییر داد.
در سال ۱۹۲۷ میلادی، «جوزف اف. کندی»، «امریکن پثی» را خرید و آن را با شرکت «کیث-البی-اورفیوم» و نیز شرکتِ مستقلِ «پرودیوسرز دیتربیوشنز کورپوریشنز» (متعلق به سیسیل بی. دومیل) ادغام کرد که بعدها همگی اینها به «آر.ک.ئو» مبدل شد. در آن سال‌ها، این شرکت فیلم‌سازی در حدود ۱۵۰ فیلم کوتاه کمدی در یک بازهٔ ۵ ساله تولید کرد و بازیگرانی همچون فرانکلین پاننگبورن، آلن هیل، تلما وایت و جان ویلیام بابلز در این محصولات، هنرنمایی کردند.
در میان ساخته‌های این شرکت، علاوه بر تعداد فراوانی فیلم و سریال، مستند تأثیرگذارِ و مشهور «نانوک شمالی» نیز دیده می‌شود.
از سال ۱۹۳۲، این شرکت تنها به تولید محصولات خبری و مستند روی آورد.
«پثی اکسچینج»، در سال ۱۹۴۱ میلادی، شرکتِ مستقلِ «پرودیوسرز دیتربیوشنز کورپوریشنز» را خرید اما در نهایت و در سال ۱۹۴۷، خودش به شرکت «ایگل لایونز فیلم» واگذار شد.